# David Blackwell
David Blackwell   (Centralia, 24 d'abril de 1919 - Berkeley, 8 de juliol de 2010) va ser un matemàtic i estadístic estatunidenc.

## Vida i obra
Blackwell va néixer a Centralia, una localitat del sud de l'estat d'Illinois que era aleshores un important nus ferroviari i on el seu pare treballava com operari del ferrocarril. Malgrat que la família era negra, ell va fer la seva escolarització en escoles no segregades, acabant-la en sis anys enlloc dels vuit habituals. Va ingressar a la universitat d'Illinois a Urbana-Champaign el 1935, amb només setze anys, i s'hi va doctorar el 1941 amb vint-i-dos anys i essent el setè negre en obtenir un doctorat en matemàtiques als Estats Units. El curs següent, va obtenir una beca per fer recerca a l'Institut d'Estudis Avançats de Princeton, institució que mai havia contractat un negre i en la qual va haver discussions importants entre els directius del centre sobre aquesta contractació. Després d'aquest curs a Princeton, va estar un any a la Southern University de Baton Rouge (Louisiana) i un altre any al Clark College d'Atlanta (Georgia), abans de ser contractat per la universitat Howard de Washington DC en la qual va romandre deu anys, fins que el 1954 va anar al departament d'estadística de la universitat de Califòrnia a Berkeley on va fer la resta de la seva carrera académica fins que el 1989 va passar a ser professor emèrit, mantenint la seca activitat de recerca fins al 2002.
Els seus treballs van ser principalment en els camps de l'estadística, la teoria de la probabilitat i la teoria de jocs. El seu llibre Theory of Games and Statistical Decisions (1954) escrit conjuntament amb Meyer Girshick, reuneix bona part dels seus treballs en teoria de jocs, incloent l'anàlisi del bluf en el pòquer i el del duel estudiant els avantatges i inconvenients de ser el primer en disparar (lo qual, en plena Guerra Freda, tenia el seu què). A partir de 1967 va estudiar les connexions entre la teoria de jocs i la lògica formal i, en particular, va mostrar com els jocs es podrien utilitzar per definir les classes de conjunts estudiades pels lògics.